# Tourtel

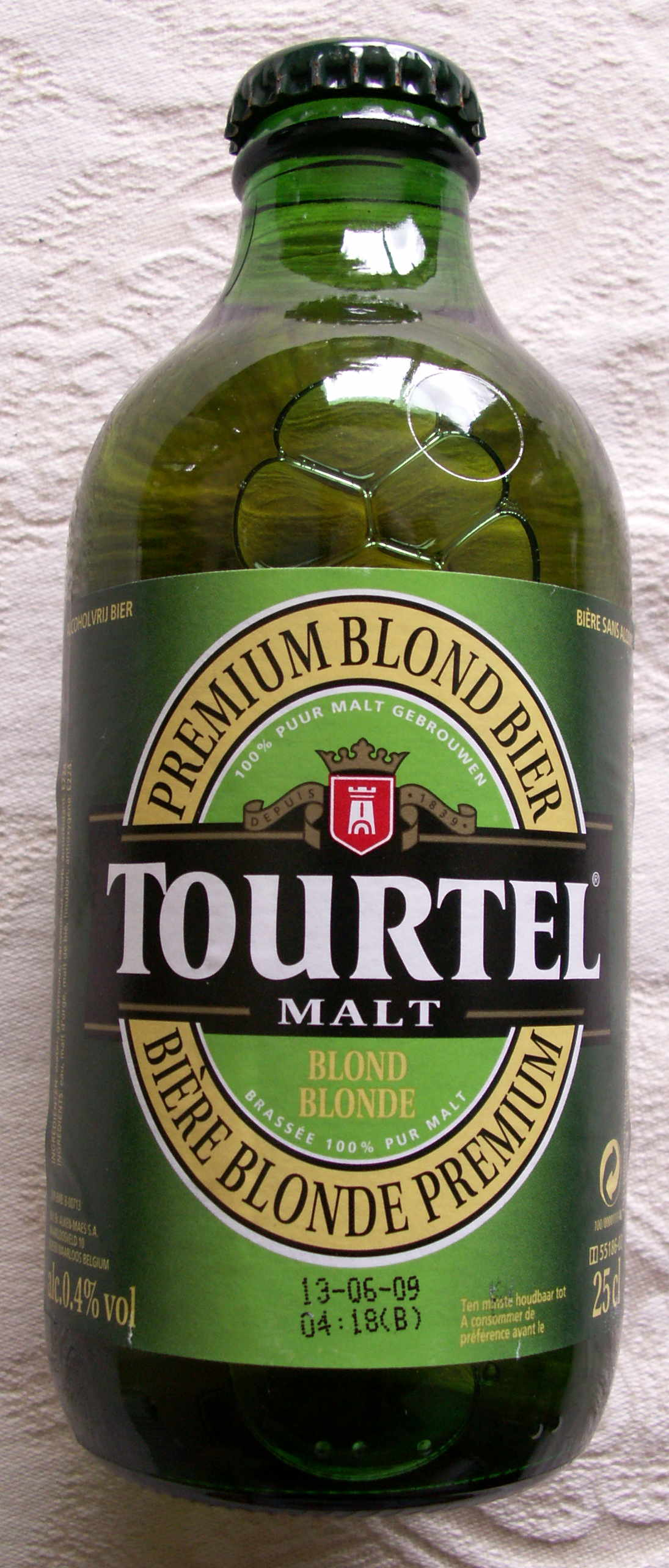
Bouteille de Tourtel à 0,4 % d'alcool.

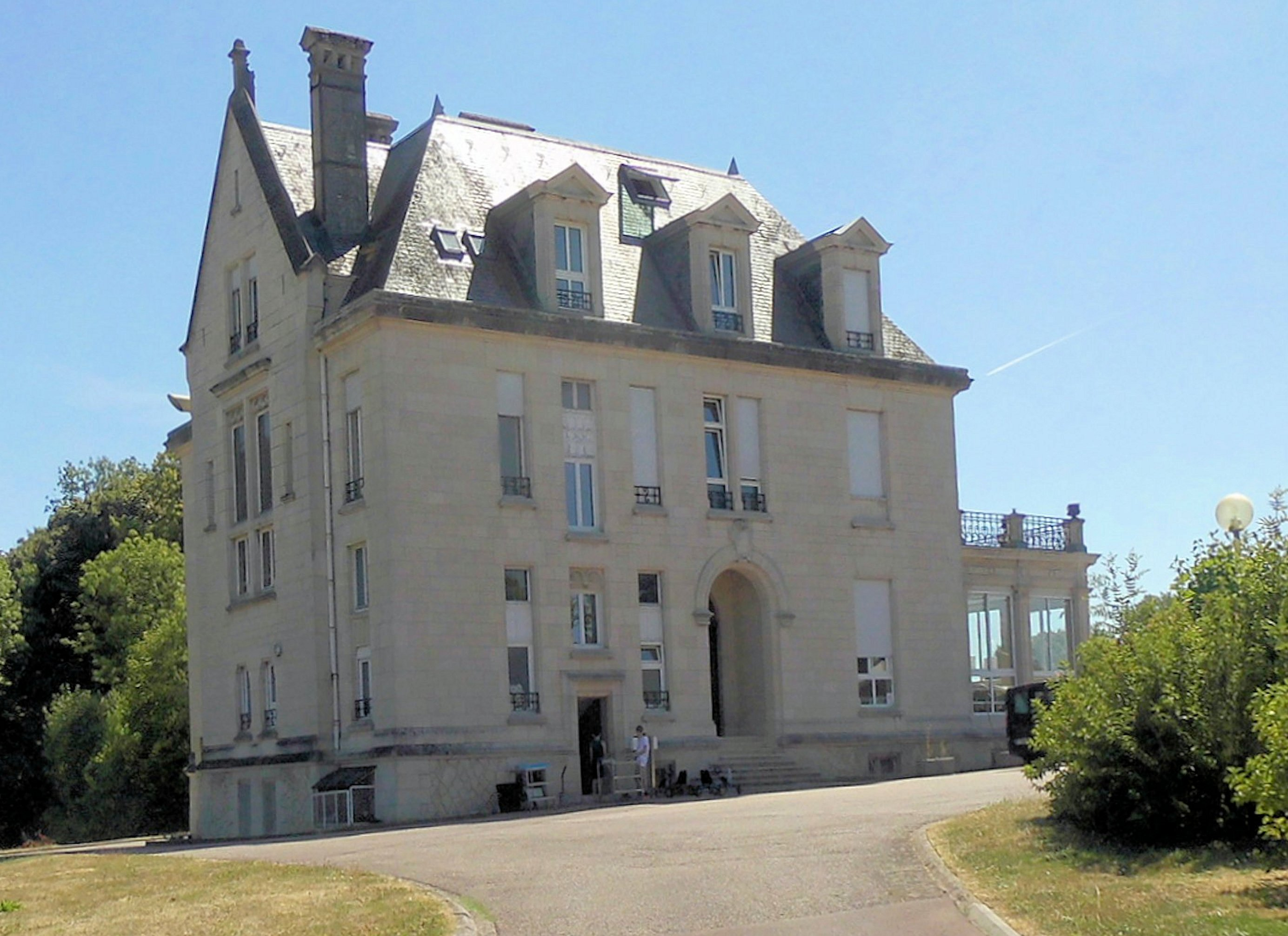
Le château des Tourtel à Tantonville.

Tourtel est une marque de bière sans alcool originaire de Meurthe-et-Moselle et appartenant aujourd'hui à Brasseries Kronenbourg qui fait partie du groupe Carlsberg.

## Histoire
Les frères Jules et Prosper Tourtel fondent la Brasserie Tourtel en 1839 à Tantonville en Meurthe-et-Moselle. C'est là que Ferdinand Carré met en marche la première machine à faire le froid et que le docteur Baud inaugure le maltage pneumatique. C'est également chez Tourtel que Pasteur mène à bien ses études sur la fermentation en 1873 et 1874.
Dans les années 1940, la Wehrmacht y entrepose des prises de guerre puis la détruit lors de sa débâcle. Les ruines sont rachetées par la Brasserie de Champigneulles en 1948. Elle ferme peu après et la production de la bière Tourtel est transférée à Champigneulles. Passée entre les mains des divers acquéreurs de celle-ci, dont la Société européenne de brasserie, la marque appartient à Kronenbourg depuis 1986. À partir de mai 1991, la Tourtel blonde à destination du marché belge est également produite en Belgique, à Alken, dans la brasserie de la filiale belge de Kronenbourg, Alken-Maes. En France, elle est désormais brassée à la Brasserie K2 d'Obernai depuis 2006, date à laquelle Kronenbourg a revendu la Brasserie de Champigneulles pour regrouper sa production sur un site unique.

## Notoriété
Tantonville se souvient de la brasserie à l'heure de sa grandeur, car elle a doté la commune d'un réseau d'égouts, d'un abattoir, de lavoirs, de bains publics, d'une salle de fêtes, d'un gymnase, de différentes écoles, d'une infirmerie, et de son Hôtel de Ville.

## Bière Tourtel aujourd’hui
En 2014, Kronenbourg relance la marque Tourtel avec Tourtel Twist, une boisson à la bière sans alcool au jus de fruit, brassée en Pologne .
L’an 2021 voit la naissance de la Tourtel Twist Bio, une bière sans colorant, sans édulcorant, sans arôme artificiel et, comme le veut la marque, sans alcool.
Il peut y avoir une très faible quantité d'alcool dans la bière dite "sans alcool" car la législation française autorise l'appellation "sans alcool" jusqu'à un taux de 1,2%.

## Variétés
- Tourtel blonde
- Tourtel ambrée
- Tourtel sans alcool
- Tourtel brune
- Tourtel Twist au jus d'agrume
- Tourtel Twist au jus de citron

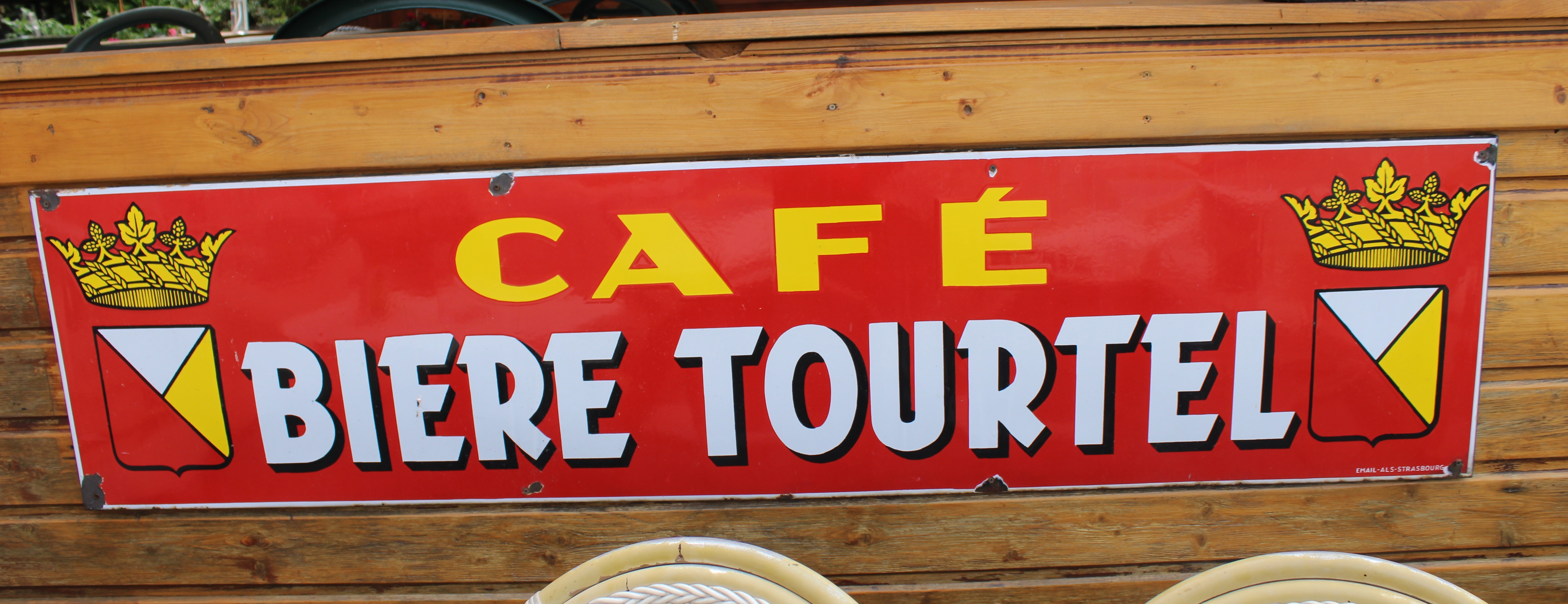
Plaque émaillée grand format.

- Tourtel Twist orange sanguine (lancement en 2016)
- Tourtel Twist pêche
- Tourtel Twist framboise (lancement en 2017)
- Tourtel Twist menthe et citron vert façon mojito (lancement en 2018) [6]
- Tourtel Twist cerise
- Tourtel Twist mangue et fruit de la passion (lancement en 2019)
- Tourtel Twist fraise rhubarbe
- Tourtel Twist au jus d'abricot
- Tourtel Twist au jus de fraise et de citron vert et notes de menthe
- Tourtel Twist au jus de pastèque et notes de melon
- Tourtel Twist au jus de mûre et notes de myrtille
- Tourtel Twist au jus de nectarine et notes de citron vert
- Tourtel Twist au jus d'ananas et citron vert
- Tourtel Twist pêche blanche et thé vert
- Tourtel Twist framboise et hibiscus
- Tourtel Twist citron et menthe